# Jarosław Pięta

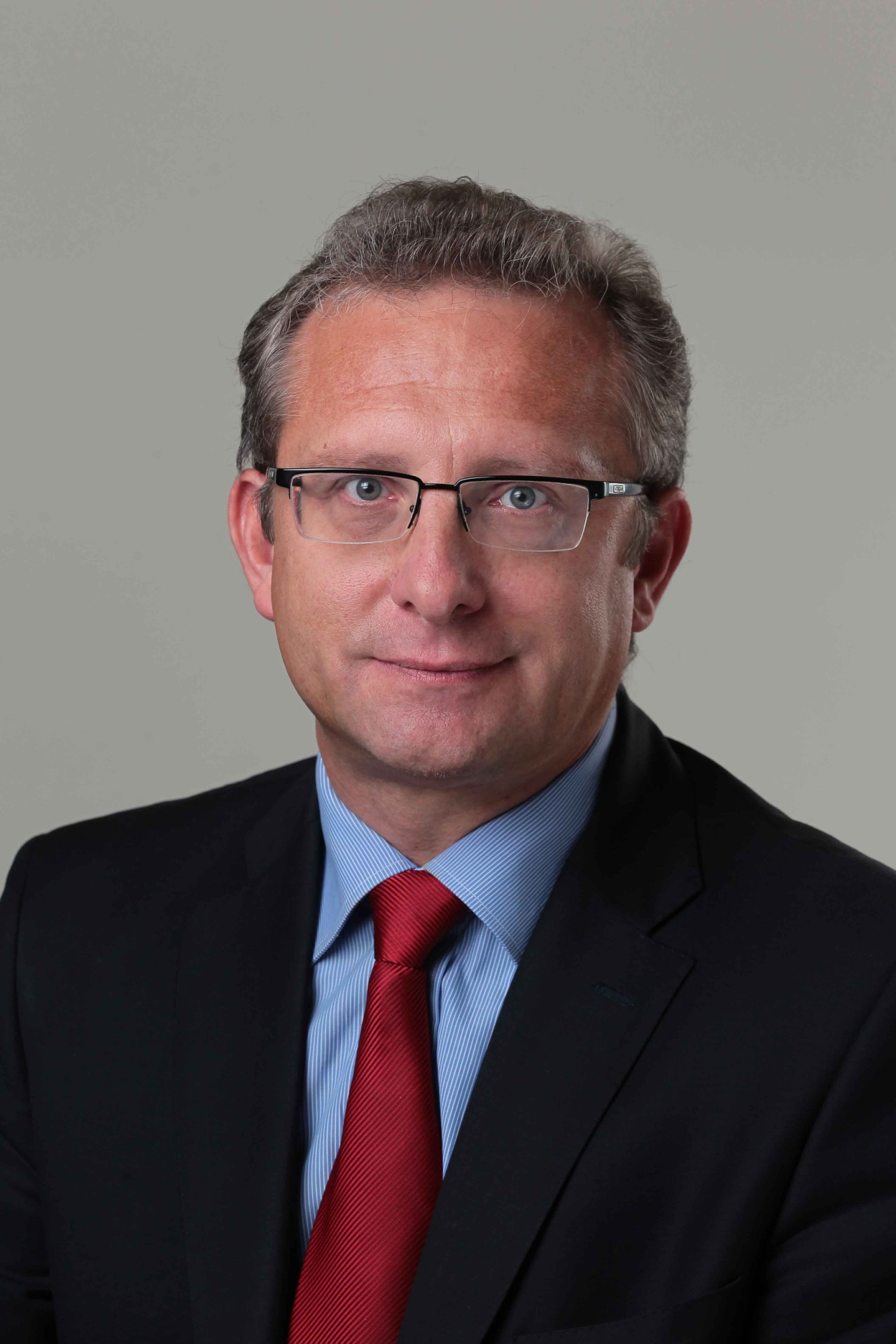
Jarosław Pięta

Jarosław Pięta (* 27. Dezember 1964 in Sosnowiec) ist ein polnischer Politiker der Platforma Obywatelska (Bürgerplattform, PO). 

## Leben
Jarosław Pięta schloss das Gymnasium (liceum) in Dąbrowa Górnicza 1983 mit dem Abitur ab. Anschließend studierte er an der Schlesischen Universität in Katowice Rechtswissenschaft und konnte diese 1989 mit einem Magister für Recht verlassen. 2001 gehörte er zu den Mitgründern der Platforma Obywatelska in Sosnowiec.
Bei den vorgezogenen Parlamentswahlen 2007 trat er für seine Partei im Wahlbezirk 32 Sosnowiec an und konnte mit 8.238 Stimmen in den Sejm einziehen. Dort arbeitet er (2008) in den Kommissionen für Europaangelegenheiten (Komisja do Spraw Unii Europejskiej) und Staatskontrolle (Komisja do Spraw Kontroli Państwowej).
Jarosław Pięta ist seit 1997 verheiratet und hat zwei Kinder.

## Verweise